# إيما ريوس
إيما ريوس (بالإسبانية: Emma Ríos) هي مصممة ورسامة توضيحية إسبانية، ولدت في 1 أبريل 1976 في فياغارثيا دي أروسا في إسبانيا.